# Modesto Maside
Modesto Maside Lorenzo, más conocido como Modesto Maside, (Madrid, 24 de febrero de 1918 - 7 de septiembre de 1989) fue un futbolista y entrenador de fútbol español. Durante su corta trayectoria como futbolista jugó en Primera División con el Granada CF.
Como entrenador pasó muchos años en el CD Manchego de Ciudad Real.

## Clubes

### Como jugador
| Club             | País     | Año         |
| ---------------- | -------- | ----------- |
| SD Ferroviaria   | España   |             |
| Granada CF       | España   | 1939 - 1943 |
| Cultural Leonesa | España   | 1943 - 1945 |
| UD Melilla       | España   | 1945 - 1947 |
| Real Jaén        | España   | 1947        |
| Sport Vizéu      | Portugal | 1947 - 1948 |

### Como entrenador
| Club                  | País     | Año         |
| --------------------- | -------- | ----------- |
| Sport Vizéu           | Portugal | 1948 - 1949 |
| CD Manchego           | España   | 1949 - 1952 |
| CD Manchego           | España   | 1956 - 1958 |
| Águilas C. F.         | España   | 1959        |
| CD Manchego           | España   | 1962        |
| Gimnástica Segoviana  | España   | 1965        |
| Gimnástico de Alcázar | España   | 1973 - 1974 |